# 1997年加拿大APEC峰會
1997年APEC加拿大会议（英文：APEC Canada 1997）是1997年11月24日至25日在加拿大不列颠哥伦比亚省温哥华举行的一系列针对经济合作的亚太经济合作会议。这是APEC历史上的第五次会议，也是第二次在美洲举行的亚太经济合作会议。尽管会议还涉及接纳秘鲁，俄罗斯和越南加入该组织，但会议的重点是亚太国家的发展及其对世界经济的影响。会议还讨论了基金组织的作用，以及在经济活动（EVSL倡议-关税），海关程序和紧急情况方面加强全球合作的必要性。APEC成员的贸易总量占世界贸易的总量47％。 会议的第一天是1997年11月24日。

## 历史
APEC组织于1989年举行首次会议，该会议旨在促进成员国之间的对话（最初有12个国家，其中包括7个G7国家）。在1995年的日本峰会上，各成员划定了APEC的三大支柱。

## 组织扩张
三个新成员俄罗斯，秘鲁和越南，在十年一体化计划下被接纳 。在此之前最近增加的成员是墨西哥、巴布亚新几内亚和智利，于1991年加入。

## 会议目标
该组织批准了一项名为“部门提前自愿自由化”(EVSL)的关税削减倡议，旨在降低15个经济部门的关税；并将其中九个领域视为优先领域。
会议还制定了有关金融稳定的目标，以及如何通过一个更强大、更具相关性的国际货币基金组织(IMF)实现这一目标。也进行了关于海关程序的讨论，目标是到2000年提高海关通关率。

## 批评
调查专员泰德·休斯（Ted Hughes）汇编的一份包括150多名证人的证词的报告指出，皇家加拿大骑警在会议期间对于在会场附近进行游行示威的示威者使用了过度武力。